# Urânio-238
Urânio-238  não é um material físsil (cindível) sendo o mais comum e estável isótopo do urânio.

## Aplicações

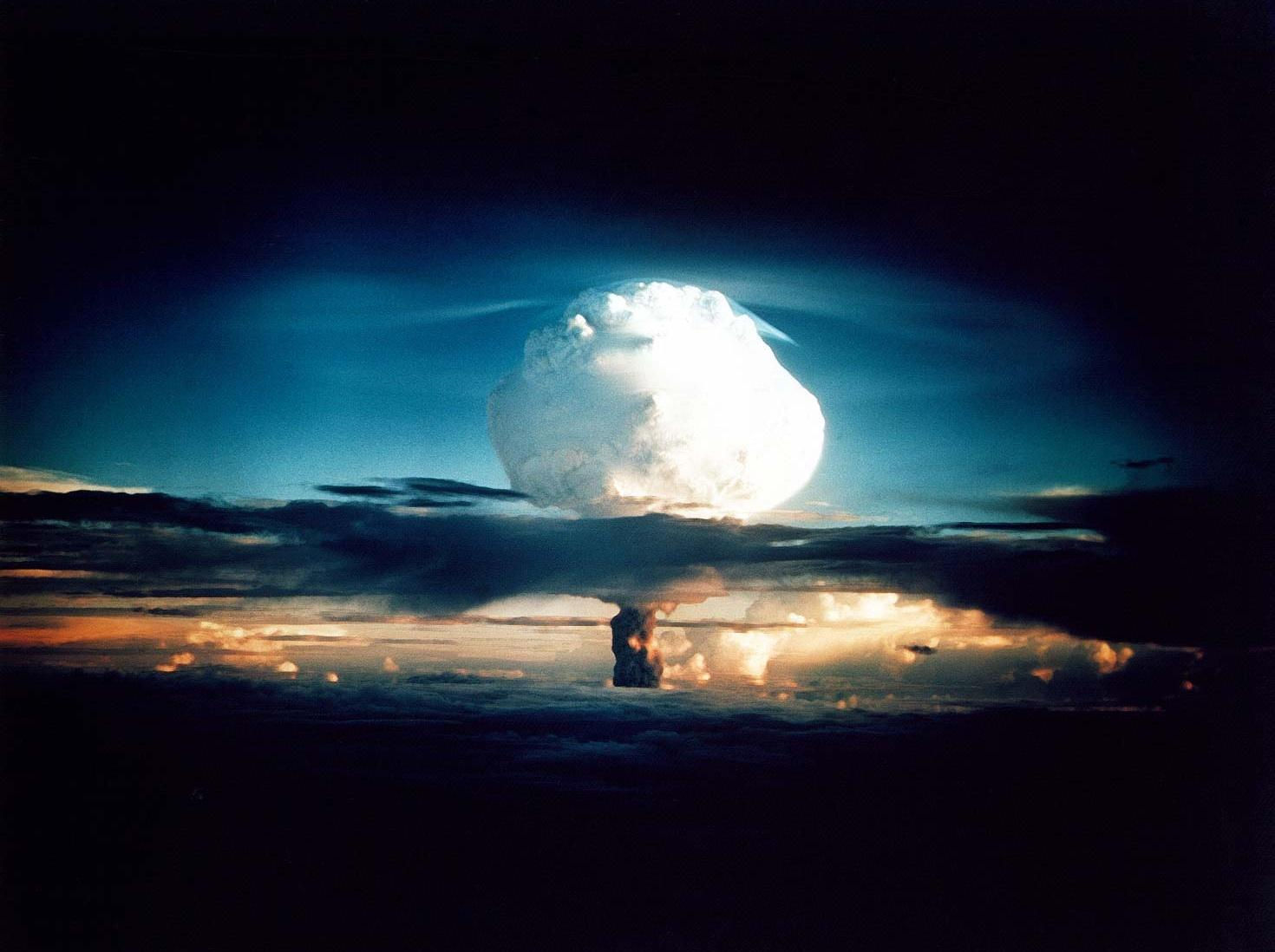
Parte da potência do Ivy Mike foi devido à fissão do U-238 por nêutrons energéticos.

- Por não ser físsil o U-238 não é empregado em reatores.
- Era utilizado em fotografia e nas indústrias de cabedal (fabricação de peças de couro e sola) e de madeira. Os seus compostos eram utilizados como corantes e mordentes (fixadores de cor) para a seda e a lã.
- Ele é muito utilizado na produção de isótopos de plutônio, pois quando atingido por um nêutron pouco energético o urânio-238 captura esse nêutron e se torna urânio-239 que, após um decaimento beta, torna-se inicialmente netúnio-239 (intermediário) e em seguida Pu-239 como produto final, sendo este largamente produzido dessa forma em reatores nucleares.

A seguir a equação que expressa a produção do Pu-239:
{\displaystyle \mathrm {^{238}_{\ 92}U\ +\ _{0}^{1}n\ \longrightarrow \ _{\ 92}^{239}U\ {\xrightarrow[{23.5\ min}]{\beta ^{-}}}\ _{\ 93}^{239}Np\ {\xrightarrow[{2.3565\ d}]{\beta ^{-}}}\ _{\ 94}^{239}Pu} }
- Quando núcleos de urânio-238 são bombardeados por deutério produzindo Np-240, este expele dois nêutrons para se estabilizar, formando Np-238 que sofre um decaimento beta negativo tendo como resultado final um átomo de Pu-238, sendo esta a primeira amostra de plutônio artificial do mundo, o plutônio-238 foi sintetizado por Glenn Seaborg e colaboradores em 1941.

{\displaystyle {}_{1}^{2}\mathrm {D} +{}_{\ 92}^{238}\mathrm {U} \to {}_{\ 93}^{240}\mathrm {Np} ^{*}\to 2\ {}_{0}^{1}\mathrm {n} +(\ {}_{\ 93}^{238}\mathrm {Np} \to {}_{\ 94}^{238}\mathrm {Pu} +\mathrm {e} ^{-}+{\bar {\nu _{\mathrm {e} }}}\ )}
ou em uma equação mais simples:
{\displaystyle \mathrm {^{238}_{\ 92}U\ +\ _{1}^{2}D\ \longrightarrow \ _{\ 93}^{238}Np\ +\ 2\ _{0}^{1}n\quad ;\quad _{\ 93}^{238}Np\ {\xrightarrow[{2.117\ d}]{\beta ^{-}}}\ _{\ 94}^{238}Pu} }
- Em bombas termonucleares, nêutrons energéticos com mais de 1 MeV provenientes da fusão nuclear conseguem fazer com que o U-238 sofra fissão nuclear; por isso, é comum colocar o U-238 nessas armas para reforçar a potência da arma. Em bombas nucleares, não existem nêutrons energéticos; portanto, sofrem fissão nestas, mas ainda são utilizados como calçaderia.

## Decaimento
A meia-vida do U-238 é de cerca de 4,5 bilhões de anos. Passado esse tempo, metade da amostra de U-238 já decaiu. O átomo de U-238, embora tenha uma longa vida média, é instável e sofre decaimento alfa, liberando uma partícula alfa, se tornando tório-234, o qual decai para U-234. As amostras de U-234 encontradas no urânio natural proveem desse processo.